# وآرس، هوت سن
وآرس، هوت سن (به فرانسوی: Vars, Haute-Saône) یک کمون در فرانسه است که در Canton of Autrey-lès-Gray واقع شده‌است.

## خصوصیات
وآرس ۱۶٫۱۶ کیلومترمربع مساحت و ۲۰۴ نفر جمعیت دارد.